# 滝ノ谷城
滝ノ谷城（たきのやじょう）は、静岡県掛川市上西郷にあった戦国時代の日本の城（砦）。同じ掛川市上西郷にあった美人ヶ谷城の約800メートル北、多貴神社（掛川市上西郷4584）北側の山上にあり、城跡が残る。正式な名称は伝わっておらず、滝の谷城、城山（じょうやま）などと俗称されている。山腹に「城主・中山祐斉」と刻された碑が建っていると伝わるが、年代等を含めて立証できる史料は存在しない。

## 概要
『ふるさと探訪 掛川の古城址』において、推定される縄張りが掲載されている。美人ヶ谷城の東側にある標高114メートルの城山（じょうやま）と呼称される本曲輪と、その北側にある前山の山頂を物見台にした構成になっていると伝えられる。現在は公園となっているが、史跡として整備しているわけではないため、遺構は埋没している。
滝ノ谷城の創築年代は不明であるが、応仁年間（1467年-1469年）頃を思わせる縄張りであるとされる。周辺にある美人ヶ谷城に非常に近いため、遠江石谷氏に関係する城ではないかと推定されているものの、定かではない。
合戦等に関する逸話は残っていない。